# Agrotis junctoides
Agrotis junctoides là một loài bướm đêm trong họ Noctuidae.